# Johann Nepomuk Maelzel
Johann Nepomuk Maelzel (of Mälzel) (Regensburg, 15 augustus 1772 - La Guaira, 21 juli 1838) was een uitvinder, ingenieur en artiest. Hij werd bekend door het 'uitvinden', maar meer nog door het op grote schaal produceren van metronomen en diverse muziekautomaten. Ook exploiteerde hij een schaakmachine.

## Levensloop
Maelzel werd geboren als zoon van een orgelbouwer en volgde muziekonderwijs. Hij verhuisde naar Wenen in 1792. Na een aantal jaren van studie en experimenten bouwde hij een orchestrion, dat publiekelijk tentoongesteld werd en vervolgens werd verkocht voor 3000 florijnen. In 1804 vond hij het panharmonicon uit, een automaat die instrumenten van een militaire kapel kon nabootsen. Dit apparaat werkte met blaasbalgen en draaiende cilinders waarin het notenmateriaal werd gecodeerd. Dit trok veel aandacht: de uitvinder werd bekend in heel Europa en werd benoemd tot hofmechanicus in Wenen. Hij werd bewonderd door Ludwig van Beethoven en andere componisten. Het instrument werd aan een Parijzenaar verkocht voor 120.000 franc.

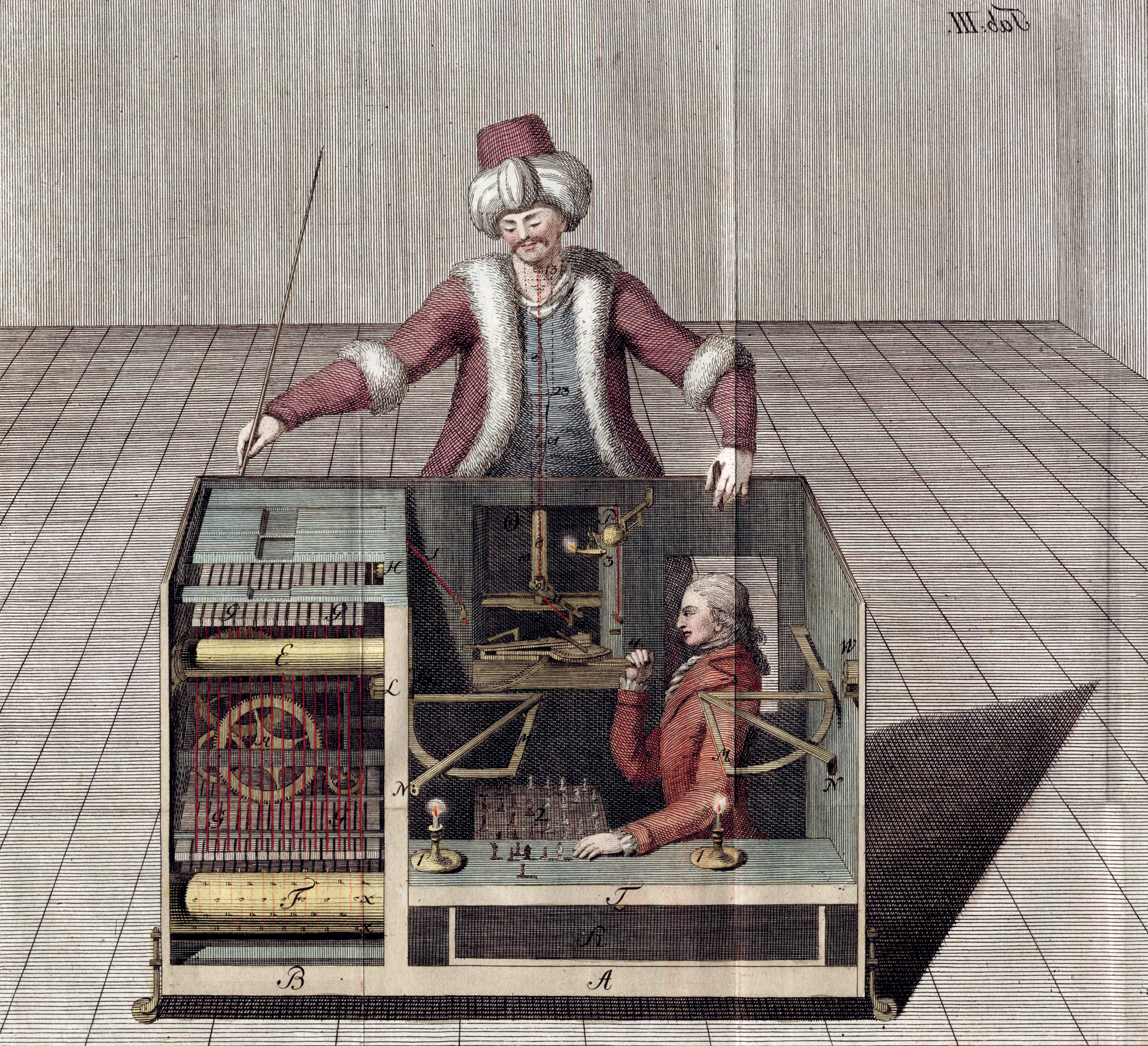
De schaakspelende Turk van Von Kempelen

In 1805 kocht Maelzel de half-vergeten schaakautomaat ("de Turk") van Wolfgang von Kempelen. Hij nam het apparaat mee naar Parijs. Daar verkocht hij het apparaat met forse winst aan Eugène Beauharnais. Toen hij terugkeerde naar Wenen richtte hij zich op het bouwen van een automatische trompetspeler, die met levendige gebaren en plotselinge houdingsveranderingen een aantal van de Franse en Oostenrijkse trompetsignalen uit de militaire muziek kon spelen. In 1808 vond hij een verbeterde oortrompet (een gehoorapparaat) en een muzikale chronometer uit.

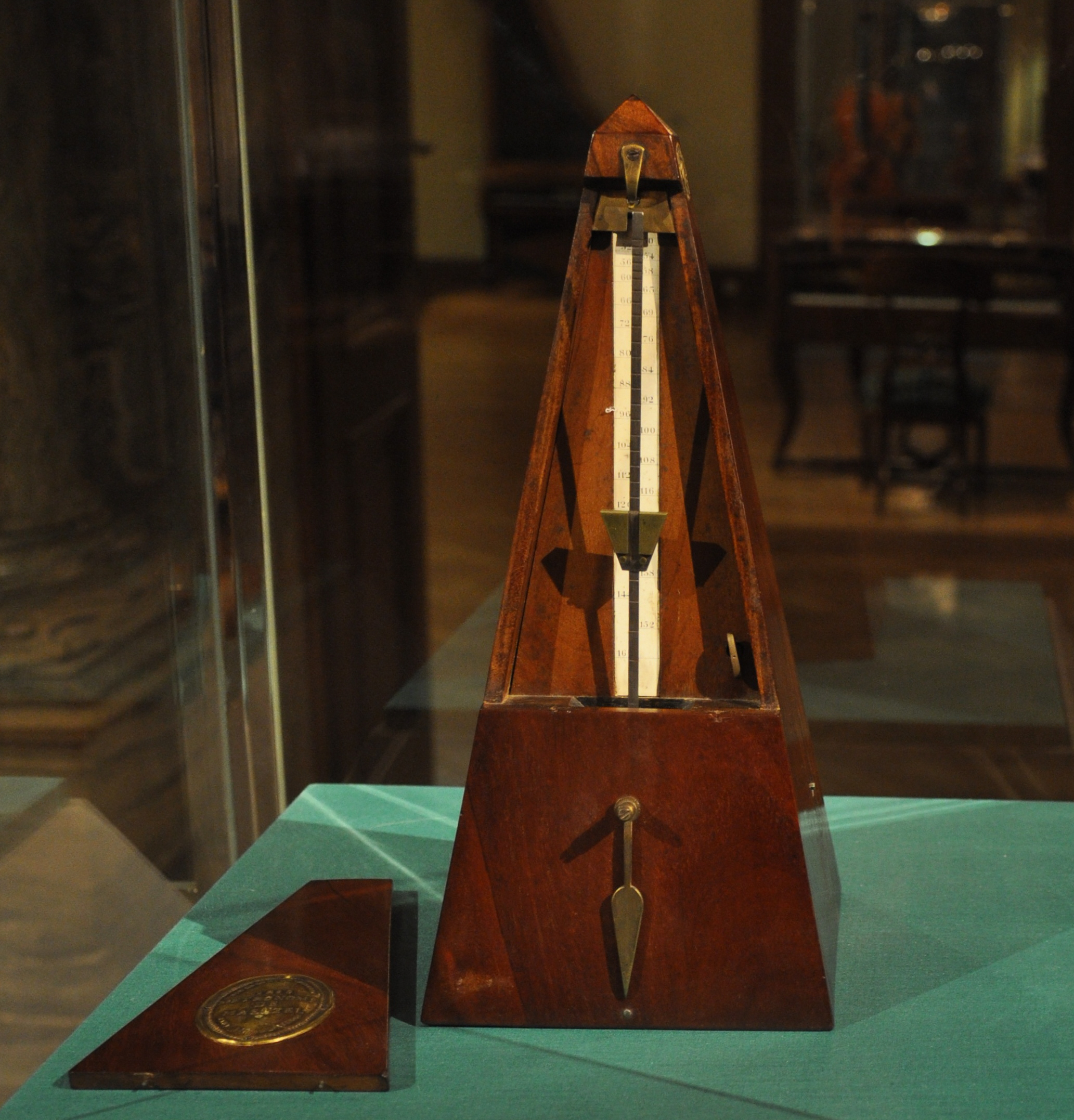
Een metronoom van Maelzel

In 1813 waren Maelzel en Beethoven bevriend. Maelzel bedacht en schetste een apparaat dat De slag om Vitoria uitbeeldde, waarbij Beethoven de muziek componeerde. Ze gaven ook gezamenlijk concerten waarbij Beethovens symfonieën werden afgewisseld met werken die door Maelzels automaten werden gespeeld. In 1816 vestigde Maelzel zich in Parijs als vervaardiger van zijn nieuwste uitvinding: de metronoom. Maelzels uitvinding borduurde verder op een vroegere versie van de metronoom die Dietrich Nikolaus Winkel had uitgevonden.
In 1817 verhuisde Maelzel van Parijs naar München, vervolgens weer naar Wenen. Rond deze tijd had hij voldoende middelen om de schaakmachine van Von Kempelen terug te kopen, en na een aantal jaren waarin hij onderzoek deed naar de bouw en waarin hij een aantal effectieve mechanische uitvindingen deed, richtte hij een onderneming op die gericht was op het tentoonstellen en verkopen van zijn diverse mechanische automaten.

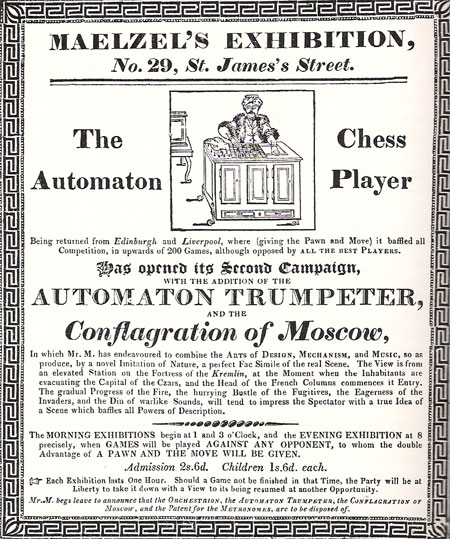
Advertentie voor een tentoonstelling uit circa 1818

Maelzel bezocht New York met zijn schaakautomaat, zijn trompetautomaat, zijn panharmonicon, mechanische koorddansers, miniatuur zangvogelautomaten die uit het deksel van doosjes sprongen, sprekende poppen en een apparaat dat het beleg van Moskou uitbeeldde: daarin werd een bewegend panorama van Moskou zeer realistisch en vol effecten inclusief muziek en kanongebulder weergegeven. In dit panorama waren diverse kleine, ingenieuze automaatjes geplaatst. Imitaties van dit pronkstuk werden de jaren erna vast onderdeel van tal van musea en shows in de grote steden van de Verenigde Staten.
Vaak vroeg Maelzel bij de demonstraties van zijn schaakautomaat aan het publiek of er iemand was die wilde en kon schaken, daar het schaakspel nog niet erg bekend was bij het grote publiek. Vele jaren reisde Maelzel door de Verenigde Staten, waarbij hij zijn exposities en shows met wisselend succes bracht. Ook bezocht hij twee keer West-Indië.
Bronnen beweren dat hij de gave had om andermans inspiratie te benutten en daaruit zijn voordeel te halen door verfijningen aan te brengen, en andermans uitvindingen te perfectioneren. Maelzel overleed op een schip in de haven van La Guaira in Venezuela, naar verluidt door een overdosis alcohol.